# Amenophis (Architekt)
Amenophis (auch Amenemope, Imenemipet, Amenhotep) war ein altägyptischer Schreiber und Architekt („Vorsteher aller Arbeiten“) im 13. Jahrhundert v. Chr.
Amenophis wirkte als königlicher Schreiber unter den Pharaonen Sethos I. und Ramses II. (1290–1213 v. Chr.) in Theben-West. Er lebte mit seiner Frau Hathor (Huther) in der Arbeitersiedlung in Deir el-Medina. Hier war er am Bau und an der Ausgestaltung von Gräbern im Tal der Könige beteiligt. Amenophis ist heute nur noch von einer Doppelsitzstatue aus Holz bekannt, die ihn mit seiner Frau zeigt. Sie wurde im Grab TT265 gefunden und wird heute im Ägyptischen Museum Berlin aufbewahrt.

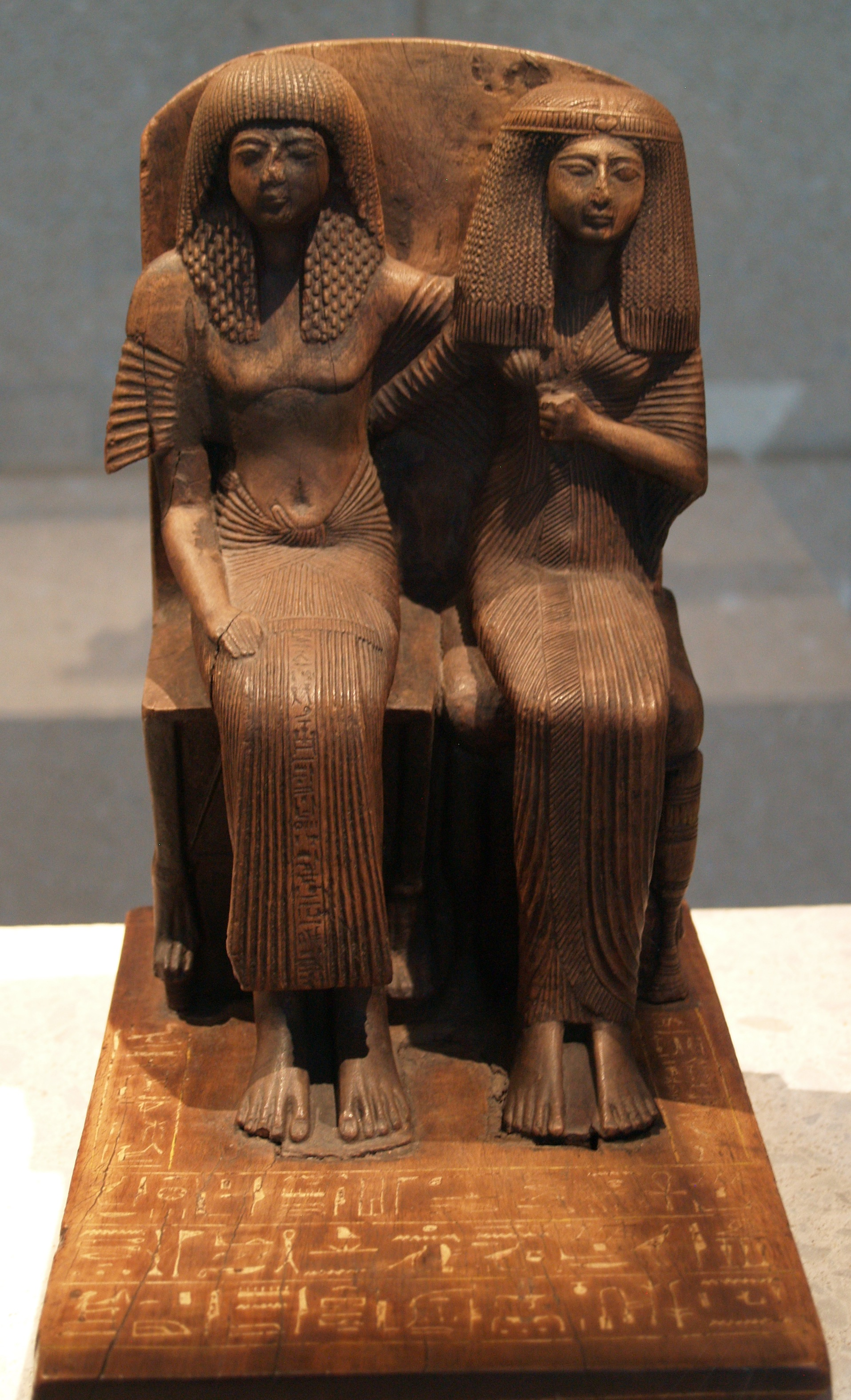
Sitzstatue des Amenophis in Berlin (Inventar-Nr. 6910)